# Lilli, Viljandimaa
Lilli är en ort i Estland. Den ligger i Karksi kommun och landskapet Viljandimaa, i den södra delen av landet, 170 km söder om huvudstaden Tallinn. Lilli ligger 95 meter över havet och antalet invånare är 134.
Terrängen runt Lilli är platt. Runt Lilli är det glesbefolkat, med 9 invånare per kvadratkilometer. Närmaste större samhälle är Karksi-Nuia, 12,3 km norr om Lilli. I omgivningarna runt Lilli växer i huvudsak blandskog.